# Gare de Minami-Kōfu
La gare de Minami-Kōfu (南甲府駅, Minami-Kōfu-eki) est une gare ferroviaire de la ville de Kōfu, dans la préfecture de Yamanashi au Japon. La gare est exploitée par la compagnie JR Central.

## Situation ferroviaire
La gare de Minami-Kōfu est située au point kilométrique (PK) 84,0 de la ligne Minobu.

## Histoire
La gare a été inaugurée le 30 mars 1928 sous le nom de Kōfu-Minamiguchi. Elle prend son nom actuel en 1938.

## Service des voyageurs

### Accueil
La gare dispose d'un bâtiment voyageurs, avec guichets, ouvert tous les jours.

### Desserte
- Ligne Minobu :
  - voie 1 : direction Kōfu
  - voie 2 : direction Minobu et Fuji